# Ženský Klub Český
Ženský Klub Český ('Tjeckiska Kvinnoklubben') var en organisation för kvinnors rättigheter i Prag, grundad 1903. 
Föreningen samlade kvinnor med intresse för feminism, företrädesvis utbildade yrkeskvinnor. Det var den första kvinnoorganisationen i Tjeckien som arbetade för kvinnors rättigheter både med avseende på utbildning, yrkesliv och politisk rösträtt.  Det var också den första föreningen i Tjeckien som började agitera för kvinnlig rösträtt, även om enskilda representanter inom olika politiska partier, arbetarrörelser och kvinnoföreningar tidigare hade stött en sådan reform.  Föreningen organiserade seminarier om kvinnors rättigheter och reformer av dessa som var omtalade och välbesökta även av män, och spelade en viktig roll för kvinnorörelsen i Tjeckien. Därefter grundades även Výboru pro volební právo žen (1905), som uteslutande arbetade för kvinnlig rösträtt. 